# Кубок з бивня нарвала
«Ку́бок з би́вня нарва́ла» (нім. Narwalhornbecher) — кубок роботи голландського ювеліра Яна Вермеєна (1559—1606). Створений близько 1600/1605 року у Празі; камеї на кришці виконані у майстерні Мізероні у Мілані. Зберігається у Кунсткамері у Музеї історії мистецтв, Відень (інвент. номер КК 1113).
Навіть наприкінці XVII століття бивні нарвала асоціювалися з рогом міфічного єдинорога. Тому їм приписувалася чарівна і цілюща дія, завдяки чому вони прираховувалися до найбільш жаданих предметів у королівських зібраннях витворів мистецтва. Як «роги єдинорога» вони використовувалися як символи влади, так само, як і скіпетр або єпископський посох. Вважалося, що цей кубок із «рогу єдинорога» розпізнає та нейтралізує отруту у напоях. Володарем кубка був імператор Рудольф II (1552—1612), який в старості боявся, що його отруять. 
Його ювелір Ян Вермеєн створив високохудожню оправу із золота з емаллю, 16 рубінами та 36 діамантами. В результаті цей предмет вважається одним із найцінніших, що належав імператору.